# Charles Laval
Charles Laval (París, 17 de marzo de 1860-26 de abril de 1894) fue un pintor posimpresionista francés. Se formó en la Escuela Nacional Superior de Bellas Artes de París y fue amigo de Paul Gauguin y Vincent van Gogh.